# Metro de Granada
El metro de Granada, oficialment Metropolitano de Granada, és un sistema ferroviari metropolità soterrat i en superfície que dona servei a la ciutat de Granada i a la seva àrea metropolitana. Aquest metro lleuger és gestionat per Ferrocarriles de la Junta de Andalucía i actualment compta amb una línia que creua de nord a sud unint els municipis d'Albolote, Maracena, Granada i Armilla.

Plànol esquemàtic del Metro de Granada.